# Leukaristos
Leukaristos (altgriechisch Λευκάριστος) ist ein Ortsname, der in der Geographia des Claudius Ptolemaios als einer der im Innern der Germania magna nördlicher im Osten liegenden Orte (πόλεις) mit 41° 45′ bzw. 41° 30ˈ Länge (ptolemäische Längengrade) und 52° 40′ Breite angegeben wird. Wegen des Alters der Quelle kann eine Existenz des Ortes um 150 nach Christus angenommen werden.
Der Ort wurde bisher nicht sicher lokalisiert. Ein interdisziplinäres Forscherteam um Andreas Kleineberg, das die Angaben von Ptolemaios neu untersuchte, lokalisiert zurzeit Leukaristos anhand der Transformation der antiken Koordinaten beim heutigen Lissa (Leszno) in der Wojewodschaft Großpolen in Polen.
Die Lage der polis im Gebiet zwischen der Warthe und Oder stellt einen möglichen Zusammenhang mit dem Siedlungsgebiet der Oder-Warthe-Gruppe bzw. der frühen Przeworsk-Kultur her. Diese archäologische Kultur verbindet die historische Forschung im Allgemeinen mit den frühen Wandalen und Burgunden sowie mit den Lugiern.